# Runaround
Runaround è un singolo del gruppo musicale statunitense Van Halen, pubblicato nel 1991 ed estratto dall'album For Unlawful Carnal Knowledge.

## Tracce
CD Promo Single Warner Bros. PRO-CD-4922
1. Runaround – 4:21

## Formazione
- Sammy Hagar – voce
- Eddie van Halen – chitarra, cori
- Michael Anthony – basso, cori
- Alex van Halen – batteria

## Classifiche
| Classifica (1991)             | Posizione massima |
| ----------------------------- | ----------------- |
| Canada                        | 50                |
| Stati Uniti (mainstream rock) | 1                 |